# マリアーンスケー・ラーズニェ・トロリーバス
マリアーンスケー・ラーズニェ・トロリーバス（チェコ語: Trolejbusová doprava v Mariánských Lázních）は、チェコの都市であるマリアーンスケー・ラーズニェ市内に路線網を有するトロリーバス。2021年現在は路線バスと共に有限責任会社のマリアーンスケー・ラーズニェ公共交通会社（Městská doprava Mariánské Lázně s. r. o.、MDML）によって運営されている。

## 概要
マリアーンスケー・ラーズニェ市内には1902年に開通した路面電車（マリアーンスケー・ラーズニェ市電）が存在していたが、第二次世界大戦後は老朽化が深刻な課題となり、当時チェコスロバキア各地で開通が相次いでいたトロリーバスを導入する事を決定した。そして、1952年に廃止となった路面電車に代わり、同年4月27日からトロリーバスの営業運転が始まった。
以降は1980年代まで段階的に延伸が実施されたが、ビロード革命による民主化以降はモータリーゼーションの進展により施設の更新が停滞し、一部区間の廃止も実施された。更に路線全体の廃止が検討されるまでになったが、2004年以降欧州連合からの支援によりノンステップバスの導入が行われており、それ以降は利用客数の回復が見られている。
2021年現在、マリアーンスケー・ラーズニェには以下の4系統のトロリーバス路線が存在するが、一部系統に関しては同年時点で新型コロナウイルス感染症（COVID-19）の影響により運休および減便が行われている。
| 系統番号 | 起点              | 終点              | 備考                                 |
| -------- | ----------------- | ----------------- | ------------------------------------ |
| 3        | Antoníčkův pramen | Kolonáda          | 運休中(2021年11月時点)               |
| 5        | City service      | Nádraží           | 土曜・日曜日のみ運行(2021年11月時点) |
| 6        | City service      | City service      | 環状系統                             |
| 7        | Antoníčkův pramen | Antoníčkův pramen | 環状系統                             |

## 車両

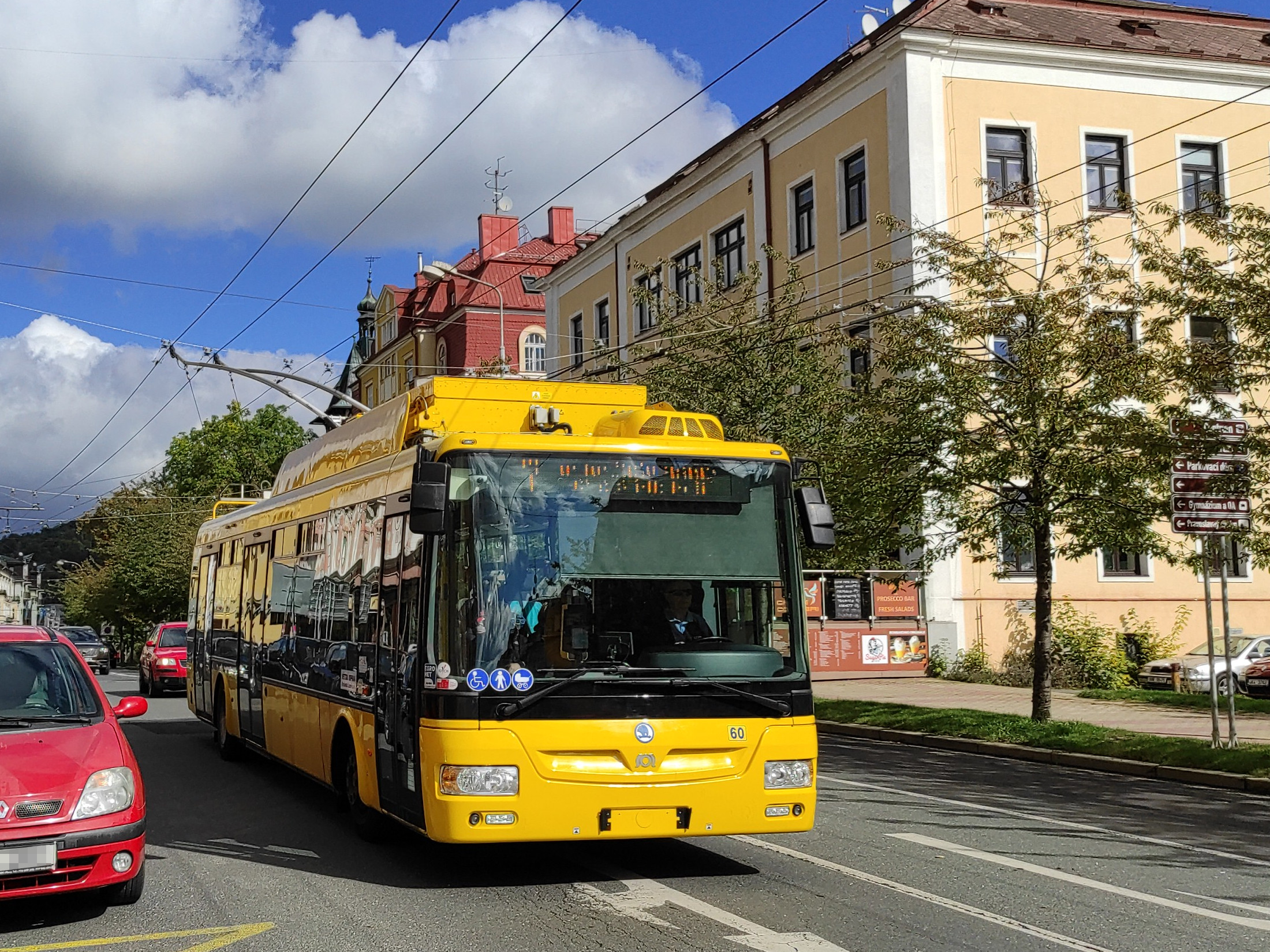
シュコダ30Tr SOR（2022年撮影）

2021年現在、マリアーンスケー・ラーズニェのトロリーバス路線で使用されているのは2020年以降導入が行われたシュコダ30Tr SORで、2021年現在8両が使用されている。それ以前の車両は全車運用を離脱しており、最初のノンステップバスとして導入されたシュコダ24Tr イリスバスについても同年時点で全車とも営業運転に使用されていない。

過去の車両
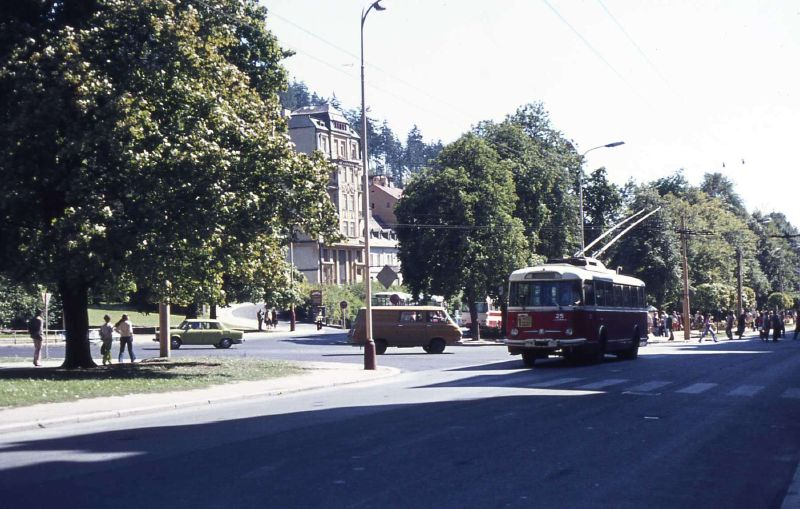
シュコダ9Tr（1976年撮影）
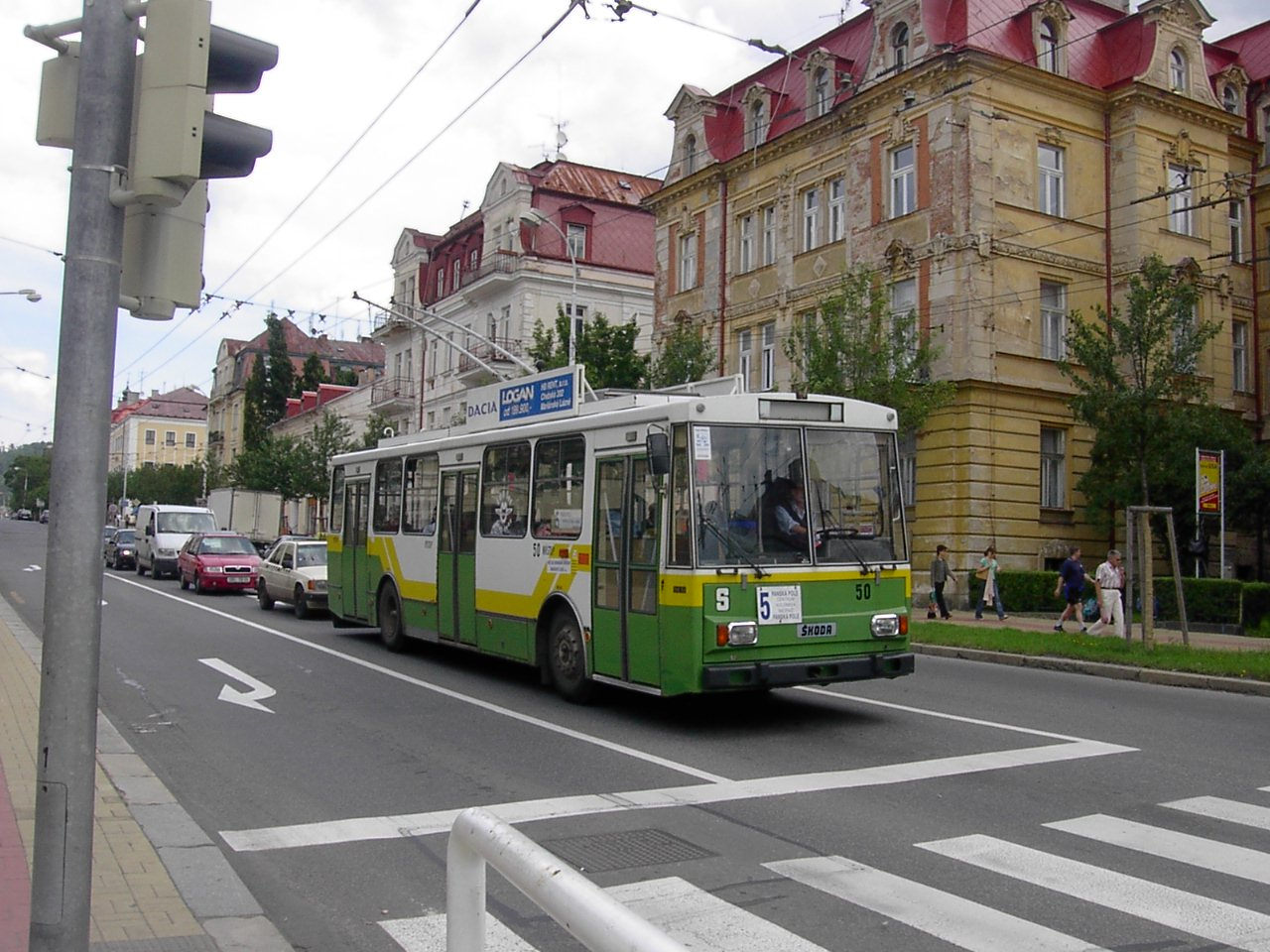
シュコダ14Tr（2005年撮影）
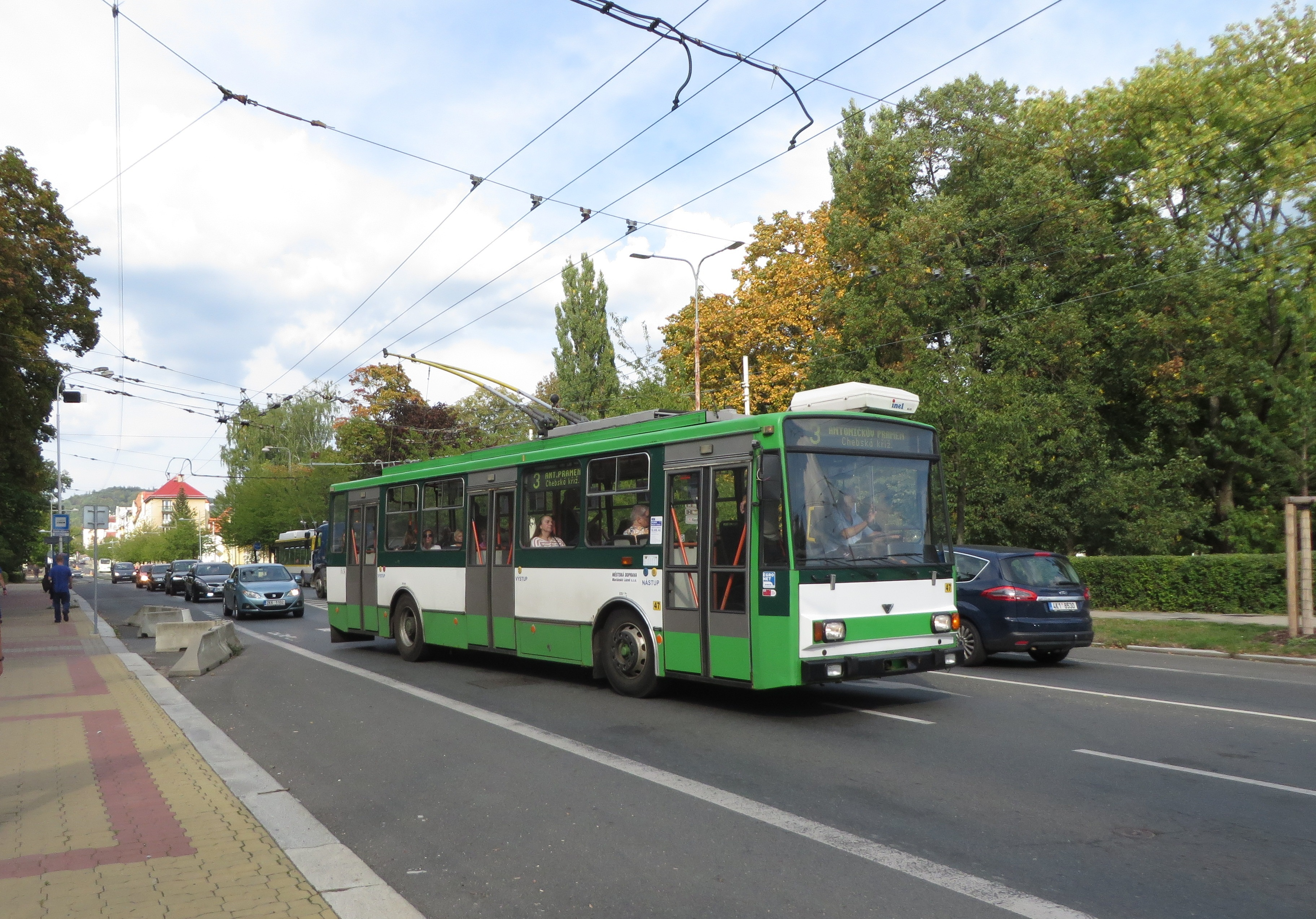
シュコダ14TrM（チェコ語版）（2018年撮影）
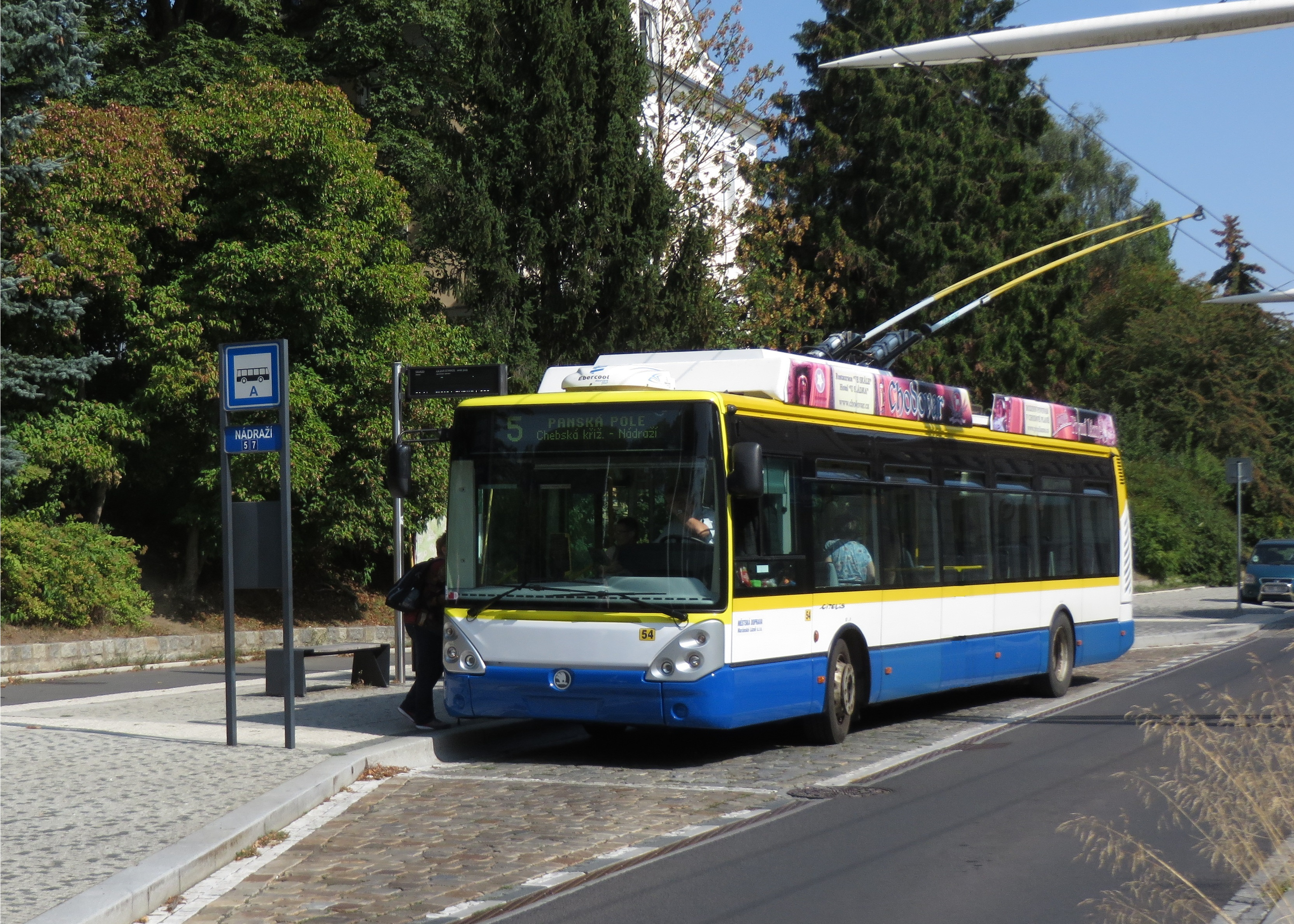
シュコダ24Tr イリスバス（2018年撮影）